# Condado de Bingham
El condado de Bingham (en inglés: Bingham County) fundado en 1885 es un condado en el estado estadounidense de Idaho. En el 2000 el condado tenía una población de 41 735 habitantes en una densidad poblacional de 7.7 personas por km². La sede del condado es Blackfoot.

## Geografía
Según la Oficina del Censo, el condado tiene un área total de 5491 km² (2120,1 mi²), de la cual 5425 km² (2094,6 mi²) es tierra y 66 km² (25,5 mi²) (1.20%) es agua.

### Condados adyacentes
- Condado de Jefferson - norte
- Condado de Bonneville - este
- Condado de Caribou - sureste
- Condado de Bannock - sur
- Condado de Power - suroeste
- Condado de Blaine - oeste
- Condado de Butte - noroeste

### Carreteras
- - Interestatal 15
- - US 20
- - US 26
- - US 91
- - SH-39

## Demografía
En el 2000 la renta per cápita promedia del condado era de $36 423, y el ingreso promedio para una familia era de $40 312. En 2000 los hombres tenían un ingreso per cápita de $31 950 versus $21 591 para las mujeres. El ingreso per cápita para el condado era de $14 365. Alrededor del 12.40% de la población estaba bajo el umbral de pobreza nacional.

## Comunidades

### Ciudades
- Aberdeen
- Atomic City
- Basalt
- Blackfoot
- Firth
- Shelley

### Otras comunidades
- Finn
- Moreland
- Pingree
- Riverside
- Rockford
- Springfield
- Sterling